# 相沢重明
相沢 重明（相澤、あいざわ しげあき、1910年（明治43年）3月15日 - 1981年（昭和56年）6月28日）は、日本の労働運動家、政治家。参議院議員。

## 経歴
神奈川県出身。1934年（昭和9年）東京鉄道局教習所専修部を卒業した。
1929年（昭和4年）鉄道省に入省し東京鉄道局に配属された。以後、鉄道官補、南方軍軍属、鉄道事務官、東京鉄道局内第1区現業委員、国鉄労働組合横浜支部委員長、同本部副委員長、神奈川県地評議長、官公労本部副議長などを務めた。
1953年（昭和28年）年末闘争の責任を追及され解雇通告を受けた。その後、日本労働組合総評議会本部副議長を務めた。1956年（昭和31年）7月の第4回参議院議員通常選挙に神奈川県地方区から日本社会党所属で出馬して当選。第6回通常選挙でも当選し、参議院議員を連続2期務めた。この間、社会党神奈川県連副会長、参議院決算委員長などを務めた。
1967年（昭和42年）3月、共和製糖事件において受託収賄罪で起訴された。1973年（昭和48年）6月、東京地方裁判所刑事8部で懲役2年、追徴金150万円の有罪判決を受けた。直ちに控訴し、1979年（昭和54年）6月、東京高等裁判所で控訴棄却の有罪判決を受けた。直ちに上告したが、判決前の1981年6月、急性心不全のため横浜赤十字病院（現横浜市立みなと赤十字病院）で死去した。